# Little Buddha
Little Buddha ist ein Film von Bernardo Bertolucci aus dem Jahr 1993 mit Keanu Reeves, Bridget Fonda, Chris Isaak und Alex Wiesendanger.

## Handlung

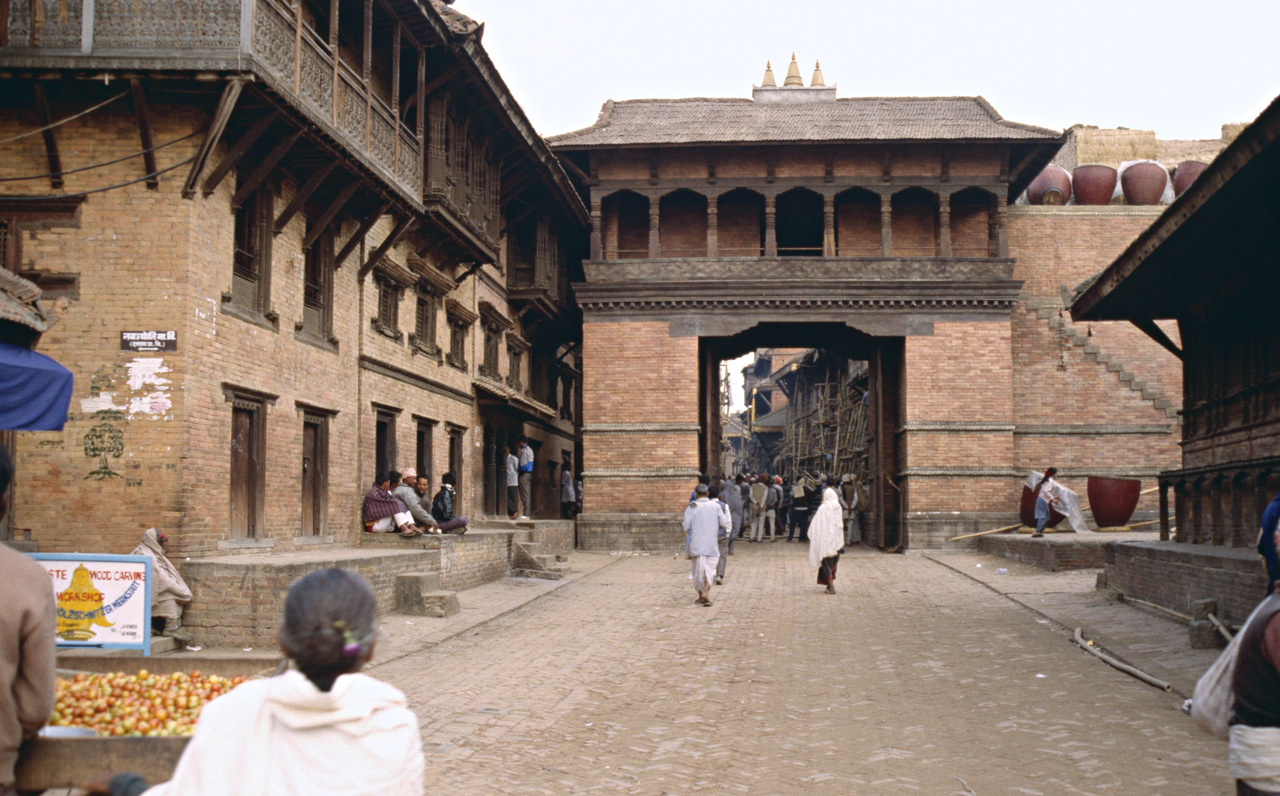
Filmkulisse in Bhaktapur

Um die Reinkarnation seines großen Lehrmeisters Lama Dorje zu finden, bricht der kranke Lama Norbu auf und findet in Seattle den Jungen Jesse Conrad. Während Jesse dem Buddhismus begeistert begegnet, breitet sich bei den Eltern Dean und Lisa Conrad Skepsis aus. Sie glauben nicht an die Reinkarnation, doch ihr Junge scheint sich immer mehr in den Glauben hineinzusteigern, dass er die Wiedergeburt von Lama Dorje sei. Die Mönche eröffnen dem Vater, dass zwei weitere Kinder als Reinkarnation in Frage kommen und die Frage nur eindeutig in Bhutan zu klären sei, weshalb der Junge dahin reisen müsste. Dean lehnt dies ab, verlässt den Tempel übereilt und fährt mit Jesse nach Hause. Auf dem Weg erfährt er telefonisch, dass sein Freund und Arbeitskollege Evan gestorben ist. Er überdenkt seine Position und entscheidet mit seiner Frau, dass er nun mit Jesse nach Bhutan reisen wolle. Bei ihrem Zwischenstopp in Nepal lernen sie auch die anderen Kandidaten, den Jungen Raju und das Mädchen Gita, kennen.
Während der Rahmenhandlung des Filmes erzählt Lama Norbu die überlieferte Lebensgeschichte des historischen Buddha, Siddhartha Gautama, von seiner mythischen Geburt bis zur Erleuchtung. Jesse begleitet die Geschichte interessiert und imitiert einige Details, wie das Meditieren unter einer (Gummi-)Schlange. Man mag hier an eine Imitatio Dei denken.
In der bhutanischen Klosterfestung Paro angekommen müssen die Kinder in einem Test den Hut des verstorbenen Lamas finden. Es stellt sich heraus, dass alle drei Kinder die Wiedergeburt von Lama Dorje sind. Sein Körper (Raju), seine Stimme (Gita) und sein Geist (Jesse) sind, laut Norbu, nur gemeinsam eine Einheit. Nachdem Lama Norbu diese letzte Aufgabe erfüllt hat, trennt er sich von seinen wenigen Habseligkeiten und zieht sich zur Meditation zurück, während der er friedlich in den Tod übergeht. Sein Körper wird verbrannt und die Kinder gehen wieder in ihre Heimat zurück, wo sie den ihnen mitgegebenen Teil der Asche verstreuen.

## Die Darstellung von Buddhas Leben im Film
Siehe auch die überlieferte Lebensgeschichte des Siddhartha Gautama. Dabei nahm sich der Regisseur darstellerische Freiheiten.
In diese Rahmenhandlung ist die Geschichte Buddhas eingebettet. Es beginnt bei seiner Empfängnis, als Buddhas Mutter von einem Elefanten besucht wird. Gezeigt bzw. angedeutet wird seine Geburt im Wald.
Zu seinem Vater, dem König, kommt ein Prophet und sagt ihm voraus, dass Siddharta einmal kein König sein wird, sondern ein großer Gelehrter, worüber dieser gar nicht begeistert ist.
Siddharta wird auf die Welt außerhalb des Palastes aufmerksam und fährt heimlich aus dem Palast, um dort Krankheit, Leid und Tod zu sehen. Dabei werden die überlieferten vier Ausfahrten zu einer einzigen zusammengefasst, auch sieht er keinen verwesenden Leichnam, sondern eine Feuerbestattung. Zunächst sucht er die Erlösung im Extremen. Er schließt sich einer Gruppe von Asketen an. Bei der Meditation beschützt ihn eine Schlange vor Regen, der ihn sonst in seiner Versenkung gestört hätte. Schließlich erkennt er, dass der Weg zwischen den Extremen der richtige ist. Das hierfür verwendete Bild ist das einer Harfensaite: Spannt man sie zu fest, reißt sie, spannt man sie zu wenig, kann man nicht auf ihr spielen. Siddharta schwört dem extremen Leben ab, so dass sich die Asketen von ihm zurückziehen. (Dass sie später zu Buddha zurückkehren, wird im Film nicht mehr dargestellt.) Schließlich versucht Mara, der Herr der Finsternis, den Meditierenden zu verführen. Die falschen Wege – seine fünf Töchter – sind allegorisch dargestellt als schöne Frauen, doch der inzwischen Erleuchtete durchschaut deren Natur und kann ihnen widerstehen.
Tod und ggf. Wiedergeburt Buddhas werden nicht mehr thematisiert. Der erlöste Tod aber des alten Lama Norbu und eine angedeutete Wiedergeburt als Jesses Bruder könnten allegorisch auch Tod und Wiedergeburt Buddhas darstellen.
Es sei noch erwähnt, dass der Vergleich mit Jesus sich an vielen Stellen aufdrängt, an einer Stelle der Rahmenhandlung wird diese Parallele sogar expressis verbis gezogen.

## Rezeption
Bertolucci gewann mit dem Film die Goldene Kamera, seine Kameramann Vittorio Storaro wurde mit dem Silbernen Band des Italian National Syndicate of Film Journalists ausgezeichnet. Der italienische Filmregisseur Paolo Brunatto drehte den Dokumentarfilm – ein sogenanntes „Filmtagebuch“ – Why Buddha? über die Dreharbeiten von Little Buddha.

### Kritiken
Das Lexikon des internationalen Films nennt den Film einen  als Monumentalfilm angelegten naiven Bilderbogen mit offensichtlichen Missionierungsabsichten, dessen einfache lineare Geschichte immer wieder mit „Rückblenden“ ins Leben des Prinzen Siddharta, dem als erstem Erleuchtung zuteil ward, unterbrochen werde. „Ein teurer, aber kunstgewerblerisch anmutender Film, dessen Personen unzureichend entwickelt sind.“  „The Oxford History of World Cinema“ stellt fest, dass Bertolucci sich von den bevorzugten Themen seiner früheren Filme entfernt habe: „Ein unerwartet ruhiger, gelassener Film, aus dem Klassenkampf und verquälte Sexualität verbannt sind.“